# Heringhausen
Heringhausen en Waldeck, Upland y Sauerland, se encuentra en el municipio de Diemelsee, en el norte de Hesse. En 2023, el lugar tiene una historia de 1000 años. Heringhausen es un centro de salud reconocido.

## Geografía
Heringhausen se encuentra entre Dortmund y Kassel al sur de Paderborn, aproximadamente en el centro de un triángulo con los vértices Korbach, Brilon y Marsberg en el parque natural Diemelsee. Todas las zonas de asentamiento de Heringhausen se encuentran a orillas de las diemelstausee. Por el pueblo discurre la carretera nacional 3078.

## Historia
Históricamente, el pueblo se encuentra en el Ittergau. Heringhausen estaba situada en la zona fronteriza entre el Ducado de Sajonia al norte y el Ducado de Franconia al sur.  El pueblo estaba subordinado al Obispado Principesco de Paderborn. Los terratenientes eran distritos eclesiásticos y condes y más tarde los príncipes de Waldeck. Con la disolución del Estado Libre de Waldeck en 1929, Heringhausen pasó a formar parte de la provincia prusiana de Hesse-Nassau. Después de 1945, la ciudad perteneció inicialmente a la zona de ocupación americana y al área metropolitana de Hesse, luego al estado de Hesse.
El 14 de enero de 1023 el pueblo es mencionado como Hardinghuson en la lista de bienes del monasterio Kaufungen como regalo del emperador Heinrich II. a este monasterio. El proceso se documenta con la misma fecha con los llamados "documentos imperiales" de Enrique II del Sacro Imperio Romano Germánico. en.
Se documentaron varios cambios de propiedad y feudales (también para partes) para Heringhausen, que terminó en 1565 con la transferencia de reclamaciones de propiedad al condado de Waldeck. Desde entonces, Heringhausen perteneció a la oficina de Eisenberg, al Gogericht Flechtdorf y al Schweinsbühl de asiento libre. La reforma fue introducida en el pueblo alrededor de 1542 por el pastor Johann Pistor y desde 1550 por el pastor Daniel Dillen (1550 a 1601). El lugar tenía en 1738 veinte casas. Para el año 1788 se conoce un "Eisenhammer von Pohlmann". En 1822, Johann Gunther Friedrich Cannabich menciona que hay 206 habitantes en Heringhausen, un molino de pólvora y un "martillo de armas". Por ley electoral del 23 de mayo de 1849, el lugar fue asignado por la princesa Emma Waldeck y Pyrmont al distrito electoral VIII del Principado Imperial Waldeck-Pyrmont. Según el censo del 1 de diciembre de 1885, se registraron las siguientes cifras para el lugar: 32 edificios residenciales con 33 hogares, 113 hombres y 99 mujeres residentes, 211 protestantes y 1 persona de confesión católica. En el lugar se anotaron 3 lugares de alojamiento: al lado del lugar principal Kotthausen con 2 edificios residenciales y 8 habitantes, así como Reuemühle con una casa y 8 personas fueron enumerados.
Como parte de Kinderlandverschickung en la Segunda Guerra Mundial, Gasthaus Giesing fue el campamento KLV Ku 023. Los niños de las escuelas primarias de Ihringshausen y Sandershausen se alojaron allí en el otoño de 1944.
El 31 de diciembre de 1971, Heringhausen y otras doce comunidades anteriormente independientes formaron la nueva comunidad Diemelsee.
En 2015, la unión económica de parroquias en el área de Diemelsee también se decidió por Heringhausen. En la escritura de fecha 12 de noviembre de 2015, todas las propiedades de la parroquia se enumeran en detalle. En el documento se trataron con las posiciones 24, 25 y 30 inmuebles de la iglesia protestante en el distrito de Heringhausen. Esto se refería a una propiedad de poco más de 10 hectáreas, que constituía solo una fracción de la propiedad de la iglesia medieval en el pueblo.
Para la aparición del nombre del lugar Heringhausen se conocen varias variantes. Originalmente, el nombre consistía en una composición de -inghūsen y el nombre personal Hard (i) / Hardo, que se debe a la palabra "Hardu" (antiguo duro, fuerte, poderoso, audaz). En la literatura se da la interpretación: "en las casas de la gente del Hard (i) / Hardo".
Se documenta la existencia de varios lugares con desarrollo de nombres similares. En este contexto, la identificación correcta del lugar en los documentos se basa en el contexto. En las escrituras del monasterio Kaufungen, los nombres de lugares Hardinghuson (1023), Herdinchußen, Herdynckhusen y Hertighusin están ocupados como primeros nombres de lugares. Otros documentos incluyen Heriwardeshuson (1043). En la campana de la iglesia más antigua se encuentra junto al año 1674 la referencia al nombre del lugar Herdinghausen.

## Lugares de interés
En las inmediaciones del lugar se encuentran atracciones y monumentos naturales. En la parte central del pueblo son notables:
- Iglesia de Santa Bárbara, iglesia románica del siglo X.
- "Visionarium Diemelsee", exposición permanente sobre medio ambiente, geografía e historia con contenidos en evolución.
- "El banco más largo de Hessen", un banco de una tribu de servicio Douglas de 26,42 metros de largo.

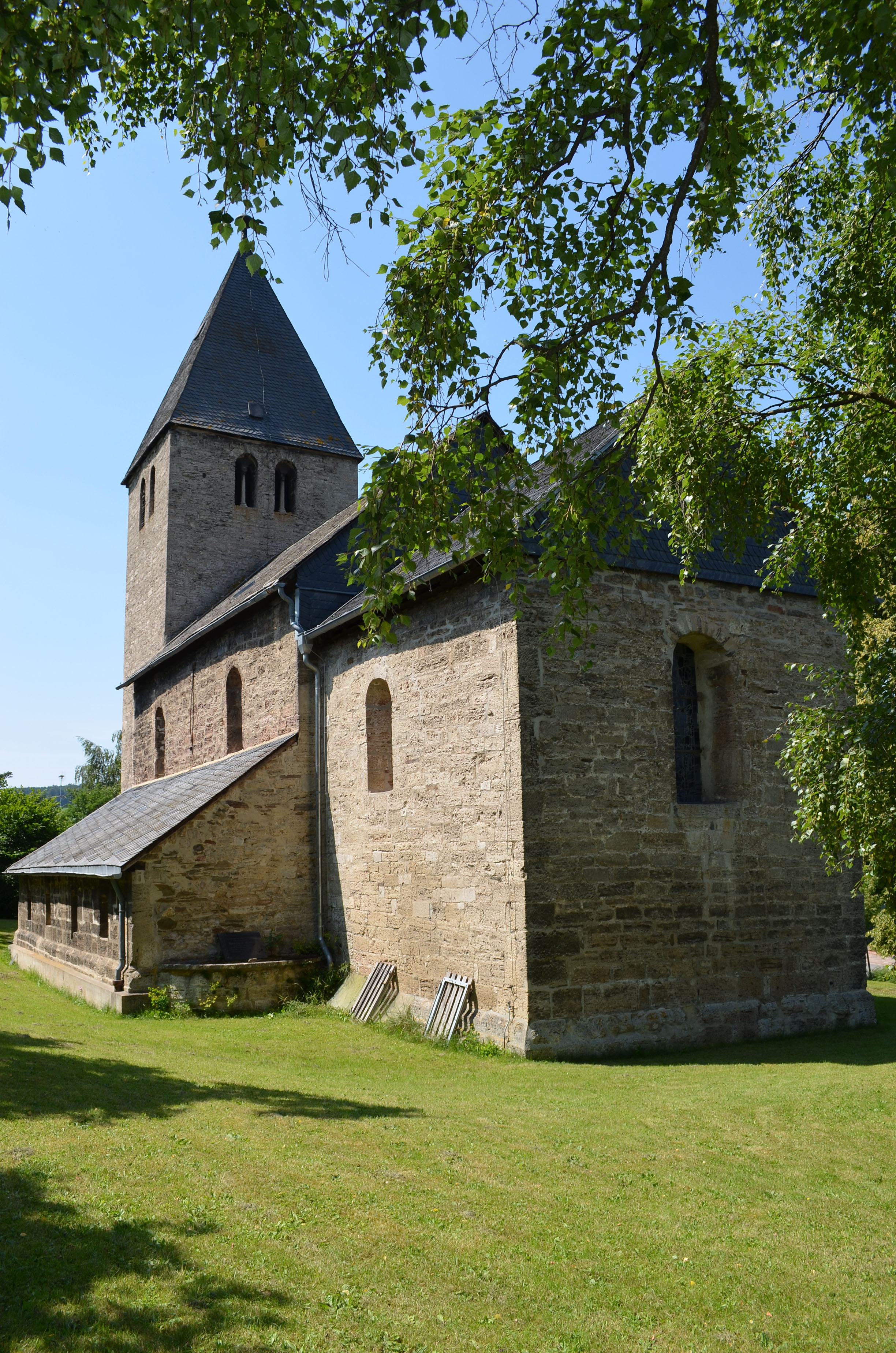
iglesia de Santa Barbara
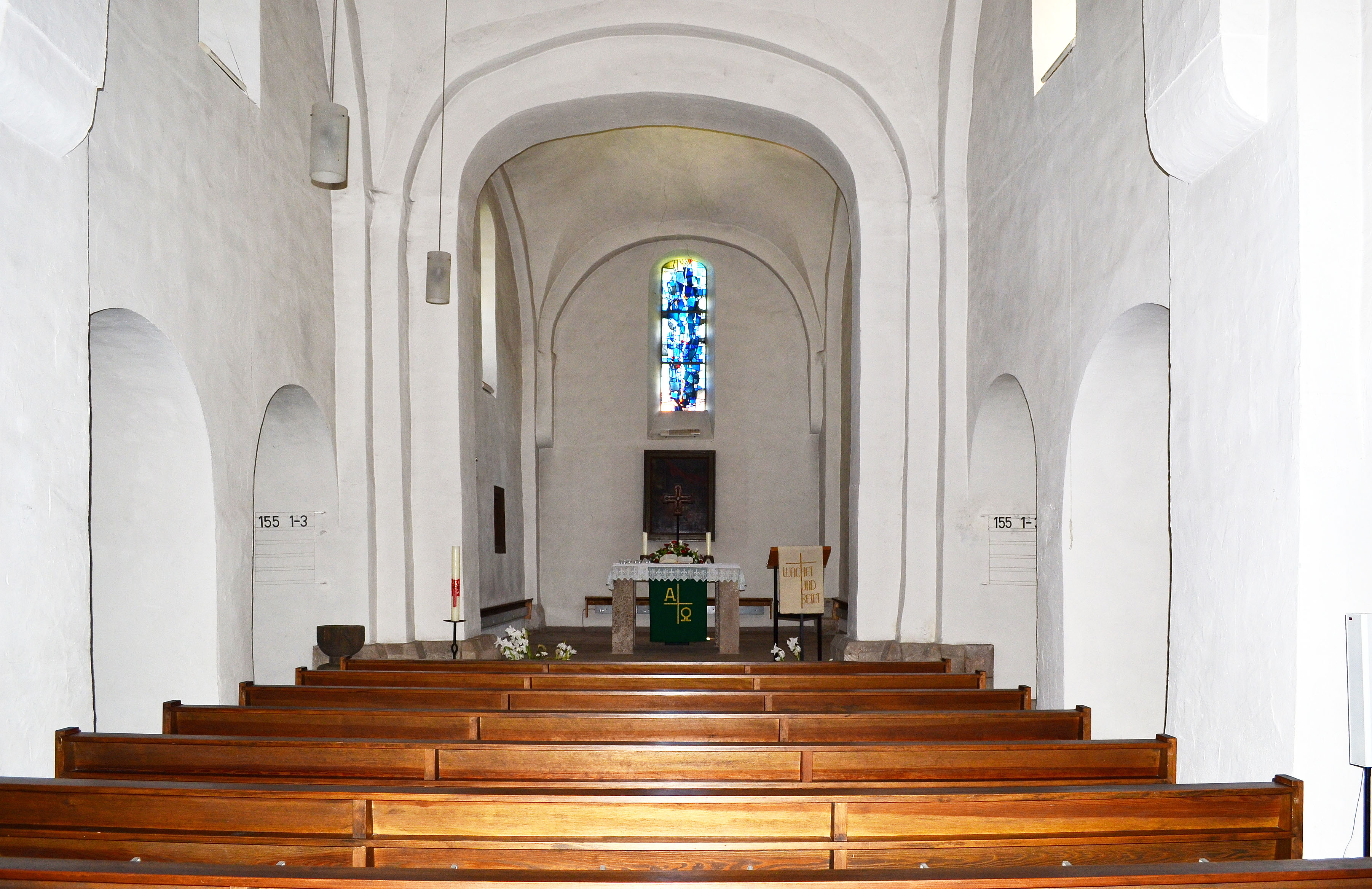
vista hasta el altar
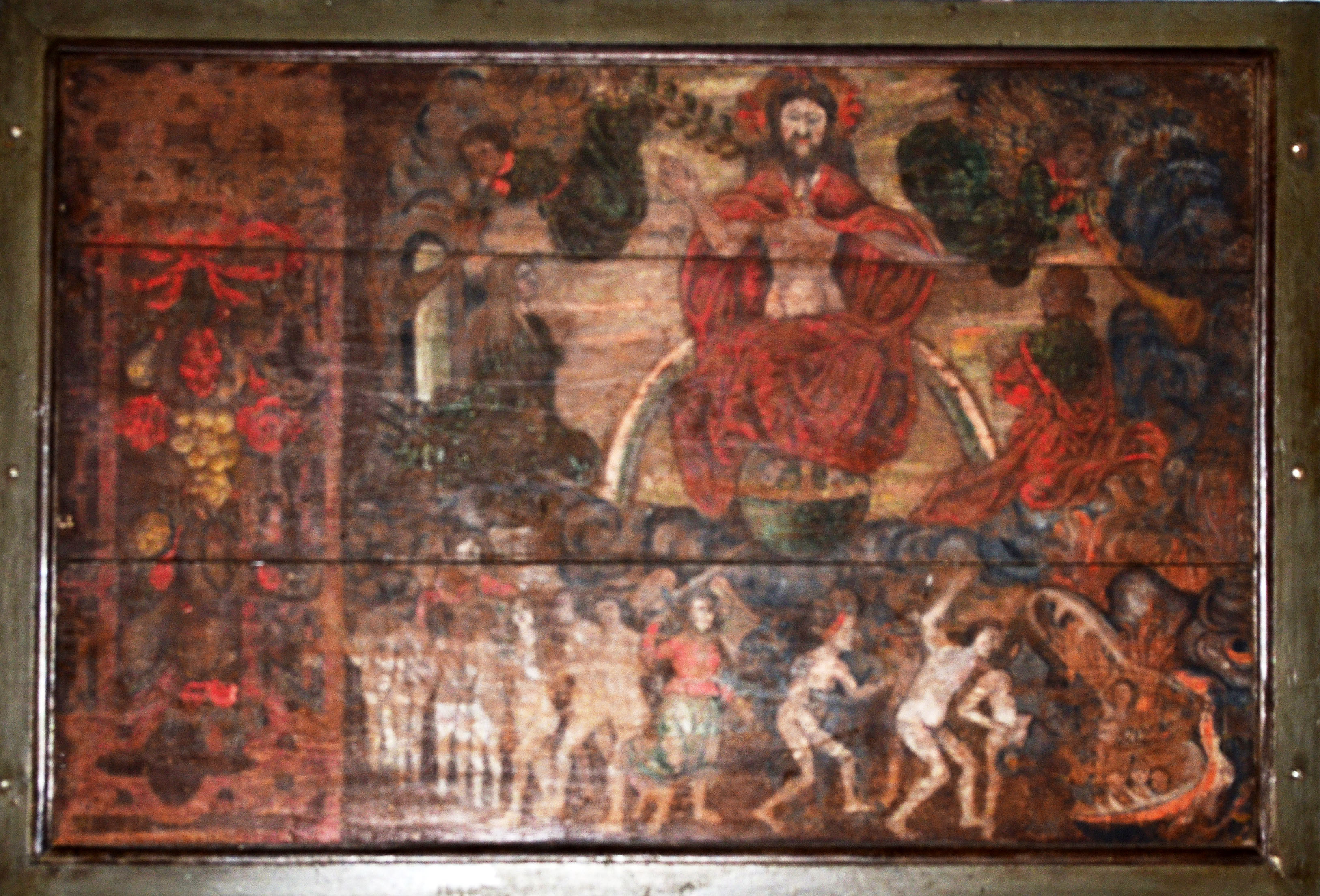
Una tabla de madera histórica en la iglesia de Santa Barbara
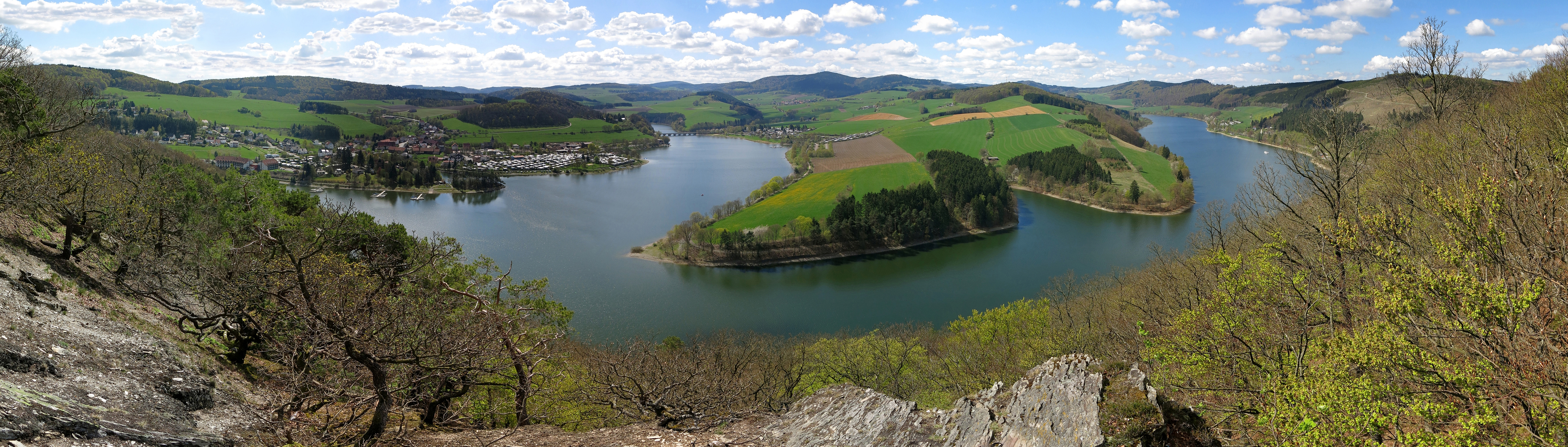
Heringhausen